# Louis Racine

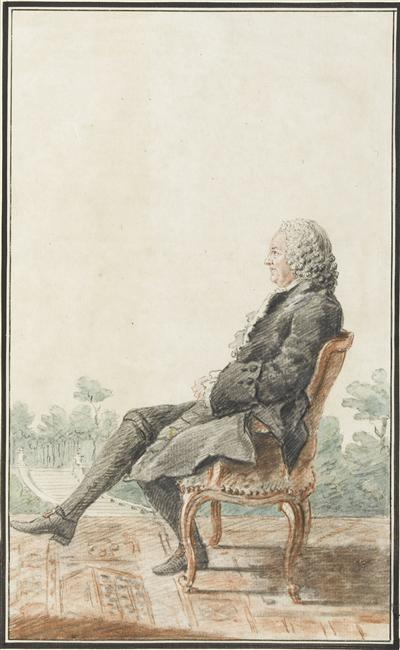
Louis Racine, målad av Carmontelle.

Louis Racine, född den 6 november 1692 i Paris, död den 29 januari 1763, var en fransk skald, son till Jean Racine. 
Racine var först advokat. Han gjorde sedan karriär som ämbetsman och erhöll därpå ett högre ämbete. År 1719 blev han medlem av Académie des inscriptions, men sedan hans son omkommit, drog han sig tillbaka från världen och levde endast för andaktsövningar. 
Mild och blygsam, bar han med heder faderns stora namn, men som skald är han inte särskilt märkvärdig. Han skrev La grace (1720) och La religion (1742), hans mest betydande dikt, samt flera Odes och Epitres en vers. Dessutom översatte han Miltons Det förlorade paradiset. Intressantast är hans arbeten över fadern: Mémoires sur la vie de Jean Racine (1747) och Remarques sur les tragédies de Jean Racine, suivies d'un traité sur la poésie dramatique ancienne et moderne (1752). Racines Oeuvres utkom i 6 band 1808.